# Ion Iliescu

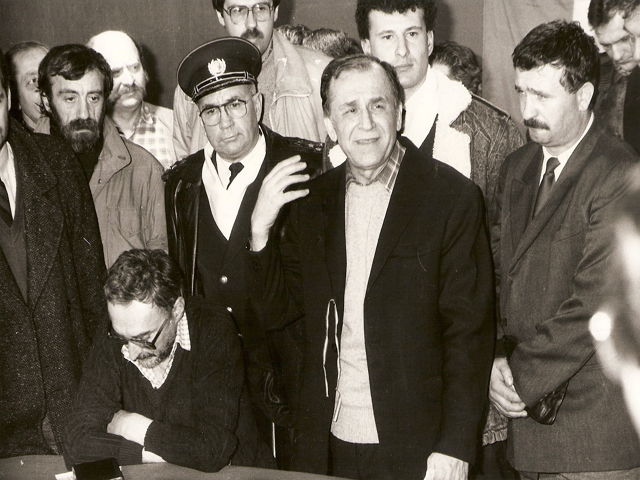
Ion Iliescu w telewizji podczas rewolucji w 1989

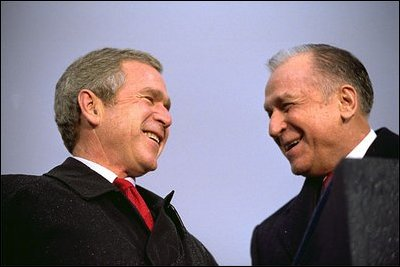
Prezydent USA George W. Bush i Ion Iliescu (2002)

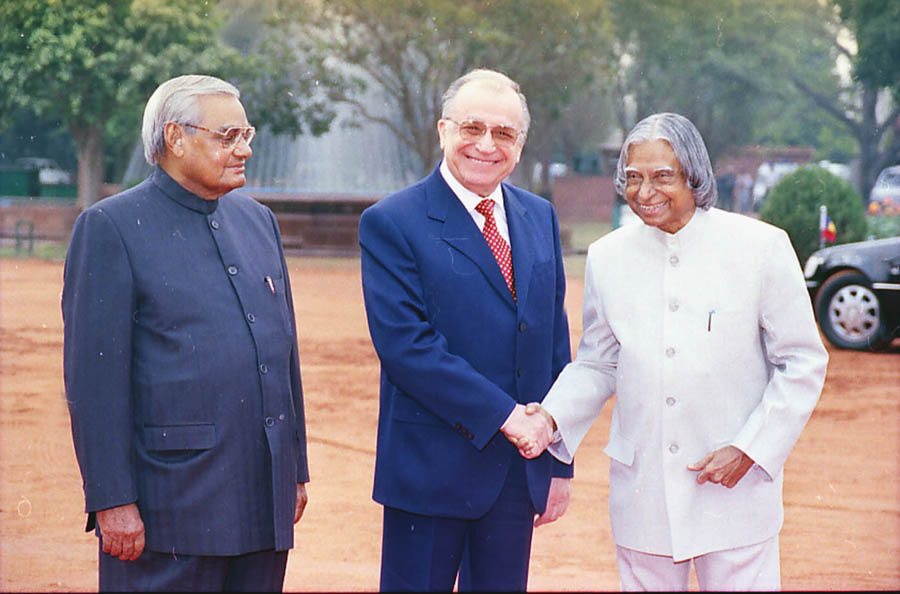
Od lewej: premier Indii Atal Bihari Vajpayee, Ion Iliescu oraz prezydent Indii A.P.J. Abdul Kalam (2004)

Ion Iliescu (wym. [iˈon iliˈesku]; ur. 3 marca 1930 w m. Oltenița, zm. 5 sierpnia 2025 w Bukareszcie) – rumuński polityk, wieloletni działacz komunistyczny, minister do spraw młodzieży (1967–1971), jedna z głównych postaci rewolucji z 1989, lider Frontu Ocalenia Narodowego, tymczasowa głowa państwa w latach 1989–1990, prezydent Rumunii w latach 1990–1996 i 2000–2004, przewodniczący ugrupowań postkomunistycznych i senator.

## Życiorys

### Działalność do 1989
Urodził się jako syn kolejarza i działacza Rumuńskiej Partii Komunistycznej. W młodości wstąpił do związanej z komunistami organizacji młodzieżowej Uniunea Tineretului Comunist. Z wykształcenia inżynier, ukończył studia w Instytucie Politechnicznym w Bukareszcie, po czym kształcił się na Uniwersytecie Moskiewskim. Od 1955 pracował jako projektant w Institutul de Studii si Proiectari Energetice, instytucie badawczym sektora energetycznego. W 1948 i 1956 współtworzył dwie organizacje studenckie. Od 1949 do 1956 był członkiem komitetu centralnego komunistycznej młodzieżówki Uniunea Tineretului Muncitor, w tym od 1954 jego sekretarzem.
Awansował stopniowo również w strukturze Rumuńskiej Partii Komunistycznej, do której dołączył w 1953. Stał się jednym z protegowanych Nicolae Ceaușescu, który w 1965 stanął na czele partii. W tym samym roku Ion Iliescu dołączył do komitetu centralnego PCR. W latach 1967–1971 sprawował urząd ministra do spraw młodzieży, po czym przez kilka miesięcy był sekretarzem KC Rumuńskiej Partii Komunistycznej. Usunięty z tej funkcji na skutek sporu z Nicolae Ceaușescu na tle rozwijającego się kultu jednostki. Wysłano go wówczas na prowincję. W latach 1971–1974 był wiceprzewodniczącym rady okręgu Temesz, następnie do 1979 przewodniczącym rady okręgu Jassy. W latach 1979–1984 kierował w Bukareszcie krajową radą zajmującą się kwestiami dotyczącymi gospodarki zasobami wodnymi. Odszedł z tego stanowiska po krytyce jego zdaniem nierealnych projektów postulowanych przez Nicolae Ceaușescu. W tym samym roku, na skutek narastającego konfliktu z dyktatorem, został wykluczony z komitetu centralnego partii. Do 1989 pełnił funkcję dyrektora specjalistycznego wydawnictwa technicznego w Bukareszcie. Pomimo pozostawania poza kierownictwem partii utrzymał silne wpływy w jej strukturach, tworząc sieć powiązań i kreując swój wizerunek ledwo tolerowanego przez reżim dysydenta. Nieoficjalnie wymieniano go jako potencjalnego następcę rumuńskiego przywódcy, którego pozycja stopniowo podupadała.

### Działalność w latach 1989–1990
W połowie grudnia 1989 w Rumunii wybuchła rewolucja przeciwko dyktaturze. 22 grudnia Nicolae Ceaușescu uciekł helikopterem ze stolicy. Tego samego dnia ujawnił swoje powstanie Front Ocalenia Narodowego, powołany m.in. przez wojskowych i opozycyjnych działaczy komunistycznych. Ion Iliescu jako jego rzecznik wystąpił wówczas w Televiziunea Română, ogłaszając przejęcie przez FSN władzy. 26 grudnia, dzień po szybkim procesie i egzekucji małżonków Ceaușescu, Ion Iliescu objął funkcję przewodniczącego Rady Frontu Ocalenia Narodowego. Został tym samym tymczasową głową państwa, od 13 lutego 1990 jako przewodniczący Tymczasowej Rady Jedności Narodowej. Okoliczności przejęcia przez niego władzy budziły w późniejszych latach szereg wątpliwości. Wskazywano na to, że było to od jakiegoś czasu przygotowywane, a nowy rumuński przywódca miał aktywne kontakty z Michaiłem Gorbaczowem. Władimir Bukowski zarzucił później, że polityk był agentem KGB, która zaplanowała całą operację.
Do utrzymania władzy kierowane przez Iona Iliescu środowisko FSN zaczęło wykorzystywać górników skupionych wokół Mirona Cozmy, którzy na wezwanie urządzali siłowe interwencje w Bukareszcie (tzw. mineriady). Do pierwszej z nich doszło w styczniu 1991, wykorzystano ją do zaatakowania protestujących opozycjonistów. W maju 1990 lider FSN wystartował w powszechnych wyborach prezydenckich, wygrywając w pierwszej turze głosowania z wynikiem 85,1% głosów. Urząd prezydenta objął oficjalnie 20 czerwca tegoż roku. Pozostał przy tym liderem FSN działającego wówczas jako partia polityczna. Kilka dni przed inauguracją doszło do kolejnej i najkrwawszej mineriady, której uczestnicy brali udział w rozbiciu pokojowej demonstracji zorganizowanej przeciwko wyborczym manipulacjom.

### Działalność od 1990
We wrześniu 1991 na jego kolejne wezwanie górnicy pod przywództwem Mirona Cozmy ponownie najechali na rumuńską stolicę. Prezydent posłużył się wówczas nimi do rozprawienia się ze swoim byłym sojusznikiem, premierem Petre Romanem, który następnie podał się do dymisji.
Gdy w 1992 doszło do rozłamu we froncie, stanął na czele powołanego przez swoich zwolenników Demokratycznego Frontu Ocalenia Narodowego. W tym samym roku jako kandydat FDSN ubiegał się o prezydenturę w kolejnych wyborach, które przeprowadzono po uchwaleniu nowej konstytucji. W pierwszej turze z września otrzymał 47,3% głosów. W drugiej turze z października poparło go 61,4% głosujących. Uzyskał wówczas reelekcję, pokonując reprezentującego centroprawicową Rumuńską Konwencję Demokratyczną Emila Constantinescu. Ustąpił wówczas z funkcji partyjnej. W listopadzie 1996 kandydował po raz trzeci w wyborach prezydenckich, reprezentując utworzoną głównie na bazie FDSN Partię Socjaldemokracji w Rumunii. W pierwszej turze poparło go 32,3% głosujących, w drugiej turze dostał 45,6% głosów, ulegając Emilowi Constantinescu, kończąc urzędowanie 29 listopada tegoż roku.
Również w 1996 uzyskał mandat członka Senatu na czteroletnią kadencję. W 1997 objął funkcję przewodniczącego Partii Socjaldemokracji w Rumunii, którą kierował do 2000. W wyborach w 2000 po raz czwarty w karierze ubiegał się o prezydenturę. W pierwszej turze z listopada dostał 36,4% głosów, w drugiej turze z grudnia poparło go 66,8% głosujących. Wygrał tym samym wybory, pokonując Corneliu Vadima Tudora, reprezentującego nacjonalistyczną Partię Wielkiej Rumunii. Stanowisko prezydenta zajmował od 20 grudnia 2000 do 20 grudnia 2004, kiedy to zastąpił go Traian Băsescu. W kadencji 2004–2008 ponownie zasiadał w rumuńskim Senacie. Reprezentował Partię Socjaldemokratyczną (powstałą z przekształcenia PDSR). W 2005 ubiegał się o przywództwo w PSD, pokonał go wówczas Mircea Geoană. W 2006 został natomiast honorowym przewodniczącym socjaldemokratów.
W 2017 został oskarżony wraz z m.in. byłym premierem Petre Romanem w postępowaniu dotyczącym spacyfikowania przez górników w czerwcu 1990 antyrządowych manifestacji w Bukareszcie. W 2019 przedstawiono mu zarzuty zbrodni przeciwko ludzkości związane z jego działaniami w trakcie rewolucji z grudnia 1989 i śmiercią w jej trakcie 862 osób.

## Życie prywatne
Żonaty z Niną Iliescu; małżeństwo pozostało bezdzietne.
W czerwcu 2025 został hospitalizowany na oddziale intensywnej terapii w szpitalu klinicznym w Bukareszcie. W placówce zdiagnozowano u niego raka płuc. Zmarł 5 sierpnia tego samego roku. 7 sierpnia 2025 został pochowany; pogrzeb miał charakter państwowy. W tym dniu obowiązywała w Rumunii żałoba narodowa

## Odznaczenia
- Łańcuch Orderu Gwiazdy Rumunii – ex officio
- Krzyż Wielki Orderu Wiernej Służby – ex officio
- Krzyż Wielki Orderu Narodowego Zasługi – ex officio
- Wielki Order Króla Tomisława – 2003, Chorwacja[18]
- Order Słonia – 2004, Dania[19]
- Łańcuch Orderu Krzyża Ziemi Maryjnej – 2004, Estonia
- Łańcuch Orderu Zasługi Cywilnej – 2003, Hiszpania
- Order „Przyjaźń” I klasy – 2003, Kazachstan
- Wielki Łańcuch Orderu Sikatuny – 2002, Filipiny
- Krzyż Wielki Orderu Witolda Wielkiego – 2001, Litwa[20]
- Order Orła Białego – 2003, Polska[21]
- Krzyż Wielki Orderu Zasługi RP – 2004, Polska[22]
- Order Podwójnego Białego Krzyża I klasy – 2002, Słowacja[23]
- Order Królewski Serafinów – 2003, Szwecja
- Łańcuch Orderu Zasługi Republiki Włoskiej – 2003, Włochy[24]